# Siebenknie

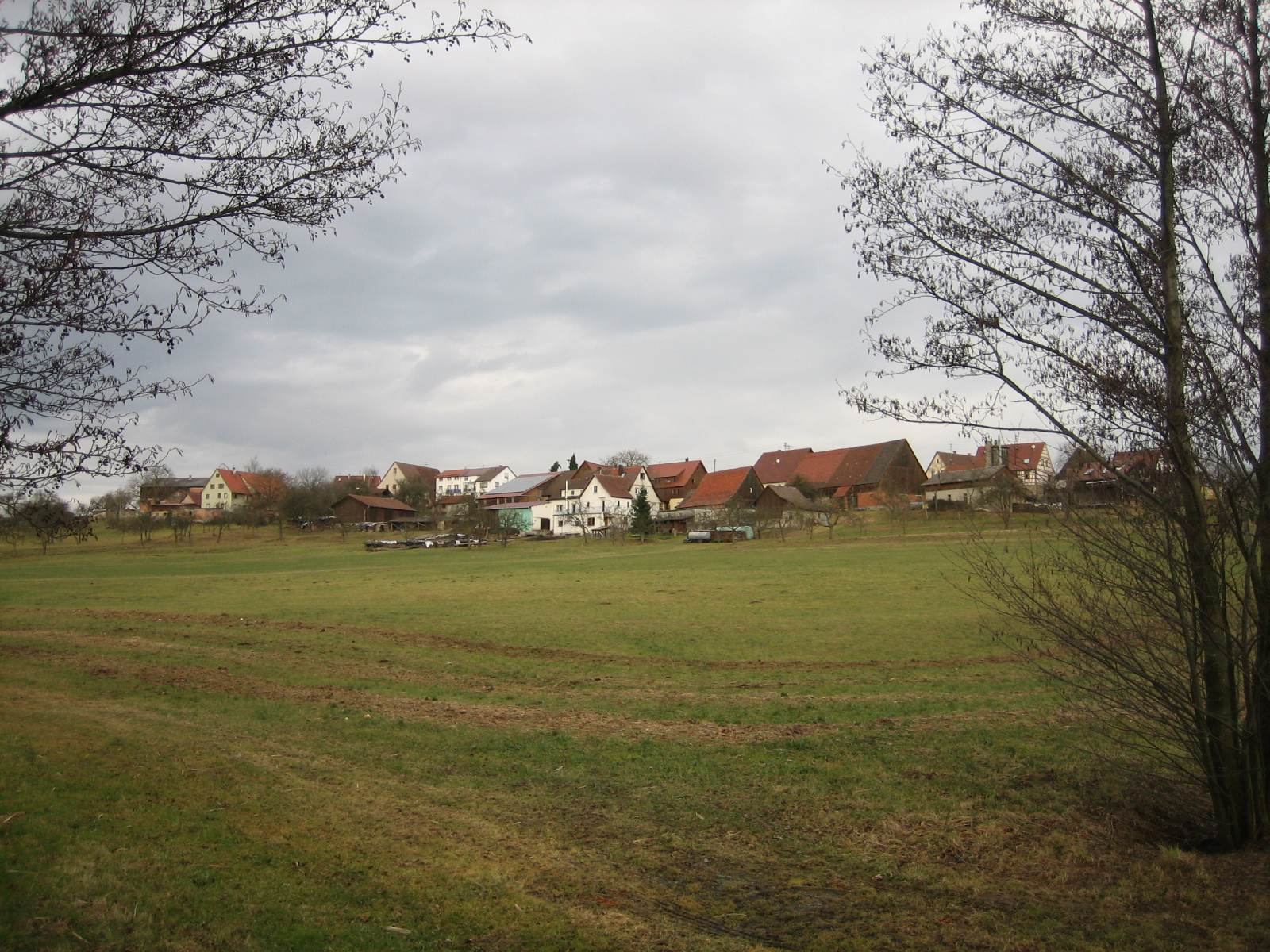
Ortsteil Siebenknie

Siebenknie ist ein Weiler, der zur Stadt Murrhardt gehört. Der kleine Ort ist im Sommer ein beliebtes Ausflugsziel für Besucher, auch aus dem nahen Stuttgart. 
Siebenknie liegt im Naturpark Schwäbisch-Fränkischer Wald.

## Ortsname
Der Ort wurde 1376 als Weiler Siebenknie erstmals erwähnt. Weitere ausgewählte historische Namensformen sind Sübenknie (1491), Sieben Knie (1544), Siebenkhnie (1575), Siebenkhine (1590) und Siebenknüeh (1698). Der ungewöhnliche Ortsname hatte wohl die Bedeutung „Wald mit zahlreichen Ausbuchtungen“.

## Lage
Der Ort mit weniger als drei Dutzend Hausnummern liegt auf etwa 498 m ü. NHN ungefähr 3,2 km westlich des zentralen Murrhardt auf dem Höhenrücken zwischen den Tälern des Eschelbachs im Westen und des Hörschbachs im Osten in einer etwa 1,2 km² großen Höhenrodungsinsel mit etwas mehr Wiesen als Äckern. Er ist von einem Weichbild aus Obstwiesen umgeben. 
Siebenknie ist durch die Kreisstraße 1808 mit Murrhardt verbunden. Mit Stand vom 30. Juni 2014 hatte es 63 Einwohner.

## Geschichte
Siebenknie gehörte zum Unteramt Sulzbach der Grafschaft Löwenstein, die wiederum zwischen 1500 und 1806 ein Teil des Fränkischen Reichskreises war. Im Zuge des Landshuter Erbfolgekriegs zu Beginn des 16. Jahrhunderts wurde die Grafschaft Löwenstein von den Württembergern erobert und musste nach Kriegsende die württembergische Oberhoheit anerkennen. Allerdings war die ehemalige Grenze noch lange erkennbar. Bis 1933 gehörte Siebenknie kirchlich wie weltlich administrativ zur Gemeinde Sulzbach an der Murr. Erst dann wurde Siebenknie nach Murrhardt umgepfarrt und umgemeindet.

### Einwohnerentwicklung
- 1808: 88 Einwohner[3]
- 1810: 76 Einwohner[4]
- 1828: 92 Einwohner[5]
- 1847: 119 Einwohner[6]
- 1854: 121 Einwohner[7]
- 1866: 125 Einwohner[8]
- 1871: 115 Einwohner[9]
- 1896: 103 Einwohner[10]

## Politik

### Schultheiße
Im ländlichen Württemberg stellten die wohlhabenden und angesehenen Landwirte zumeist die Schultheißen, die man umgangssprachlich auch Bauraschultes (Bauernschultheiß) nannte. Erst 1930 wurde in Württemberg die Amtsbezeichnung Schultheiß durch Bürgermeister ersetzt.
Liste der Schultheißen und Bürgermeister (unvollständig; Amtszeiten oft unklar):
- 1810: Johann Philipp Weeber[4]